# Eosinopteryx
Eosinopteryx è un genere estinto di dinosauro teropode vissuto nel Giurassico superiore dell'odierna Cina. Il genere contiene una singola specie, Eosinopteryx brevipenna.
Il nome Eosinopteryx deriva dal greco eos ("alba"), dal latino Sinae ("cinese") e dal greco pteryx ("piuma"). Il nome specifico brevipenna (dal latino brevis, "corto", e penna, "piuma") si riferisce al piumaggio ridotto conservato nell'olotipo, YFGP-T5197.

## Classificazione
E. brevipenna è noto per un singolo esemplare fossile rinvenuto nella Formazione Tiaojishan della Provincia di Liaoning, in Cina, risalente a circa 160 milioni di anni fa, alla fine del periodo Giurassico (Oxfordiano).
Sebbene inizialmente classificato come troodontide, un'analisi filogenetica più completa ha permesso di identificare Eosinopteryx come un primitivo paraviano o un avialae. A seguito di una rivalutazione dell'esemplare di Harlem di Archeopteryx avvenuta nel 2017, Eosinopteryx è risultato essere membro di Anchiornithidae.

## Descrizione
Eosinopteryx brevipenna è noto da un singolo esemplare fossile, uno scheletro quasi completo di un individuo subadulto o adulto. L'esemplare è di dimensioni molto contenute per un dinosauro non avialae, e misura circa 30 cm. A differenza della maggior parte dei troodontidi, il muso era molto corto, più corto del diametro dell'orbita oculare. Le ali avevano circa le stesse dimensioni di quelle dell'affine Anchiornis huxleyi, con le piume delle ali più lunghe dell'omero. Una disposizione insolita delle ossa delle ali avrebbe impedito qualsiasi movimento di volo battuto.
La coda era molto corta rispetto alla maggior parte dei troodontidi e dei dromaeosauridi e, a differenza dei membri di quei gruppi, i piedi e le dita erano molto snelli, privi di artigli particolarmente ricurvi usati per la predazione o l'arrampicata. Insolitamente, la coda dell'unico esemplare noto non mostra segni della presenza di piume complesse, e i tarsi e i piedi sembrano essere privi di piume, a differenza di molte specie imparentate che possiedono "ali posteriori" sulla parte inferiore delle gambe e piedi.
Un ricercatore dell'Università di Southampton ha dichiarato nel 2013 che la scoperta di Eosinopteryx suggerisce "che l'origine del volo era molto più complessa di quanto si pensasse".